# 漫才

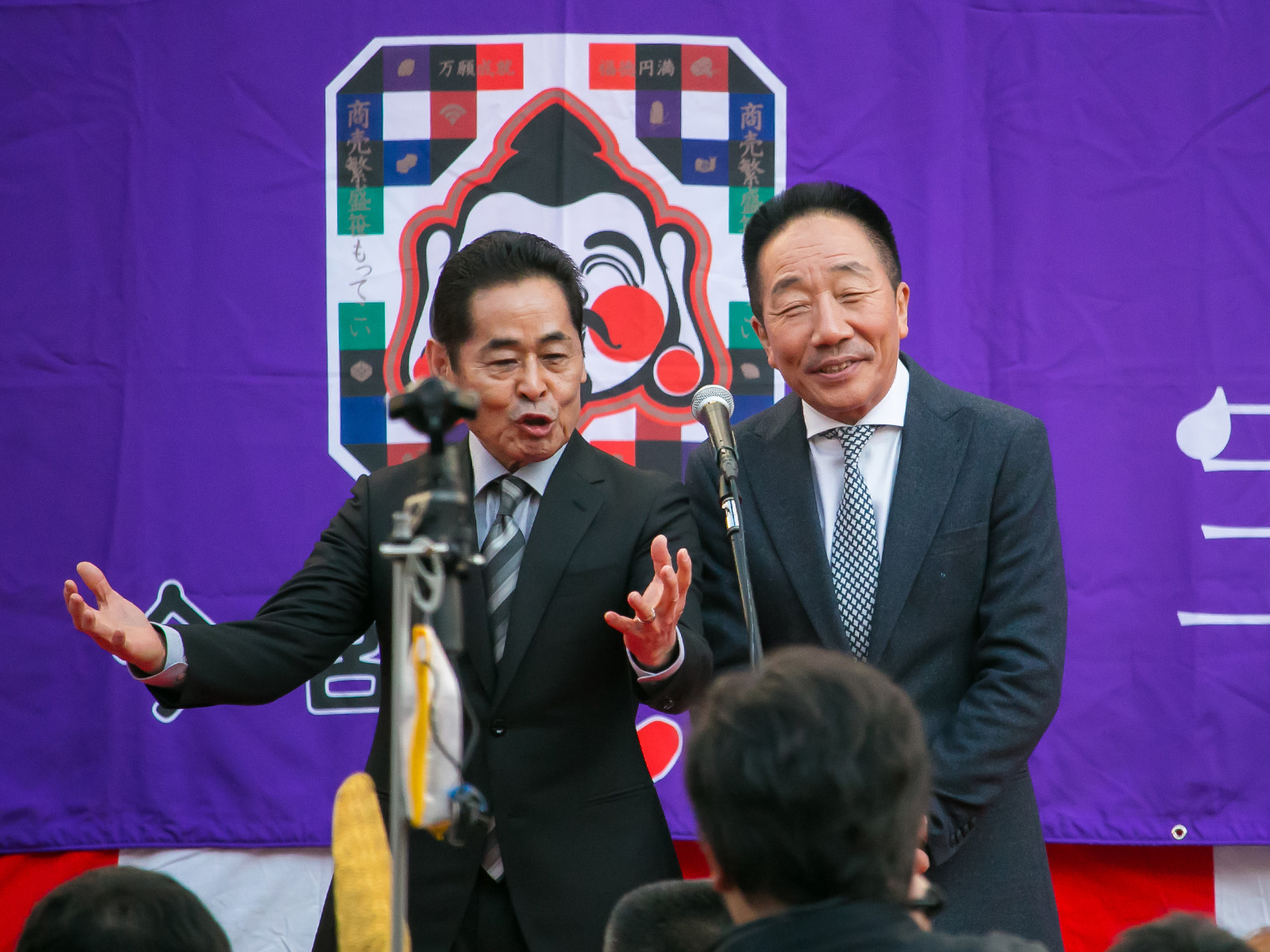
一场漫才表演，一位负责找碴（左），一位负责装傻（右），摄于2017年（中田カウス・ボタン）

漫才（日语：／ Manzai）是日本的一種喜劇表演形式，前身是日本古代傳統藝能的萬歲，受到愛知縣尾張萬歲與三河萬歲的影響，在日本關西地區漸漸發展出這種表演形式。在大正年間，為電影配音的辯士形成了漫談這種表演方式，在1933年，吉本興業將這種表演方式改稱為漫才，並推廣到全日本。
漫才在近代經常被認為與大阪地區有所關連，而漫才表演者（漫才師）也通常以關西口音演出。漫才大多由兩人組合演出，一人擔任較滑稽的角色負責裝傻（ボケ），另一人擔任較嚴肅的角色負責吐槽（ツッコミ），兩人藉由彼此的互動講述笑話。大部分的笑點圍繞在兩人之間的誤會、雙關語和諧音字詞等，演出方式與中国的对口相声、西方的雙人搭檔相似。

## 歷史
一般認為漫才是來自「萬歲」，後逐漸用「萬」的同音字「漫」（日文都讀作「まん」，即「man」）和「歲」在日語中的俗體字「才」代替，才慢慢形成「漫才」的寫法。萬歲是從平安時代開始的藝能表演，是指在新年表示祝福話語的歌舞。以兩人為一組造訪各家戶，在說出新年的祝福話語後，其中一人開始打鼓，另一人則開始跳舞。在江戶時代，依據各地方的風格不同，出現了加上地名各種萬歲表演形態，例如尾張萬歲、三河萬歲等。之後流行的大和萬歲，是在歌舞和祝福話語之外加上猜謎、問答等趣味性的滑稽談話，漸漸發展成主流的形式。1933年，大阪發跡的娛樂表演集團吉本興業首次提出漫才的定義，並將這一種新類型的喜劇帶往東京，但是第二次世界大戰後這項表演漸漸衰退。直到1970年代的漫才熱潮才開始漸漸流行起來。2001年起至今（中間停辦5年）每年一度、由吉本興業主辦的M-1大賽，以競爭一千萬日元賞金的比賽形式，將漫才這種表演形式提高到新的高度。

## 表現形式
漫才一般由两位成员进行表演，其中一位负责吐槽，另一位负责装傻。也有三人或多人的漫才组合，这种情况下往往有一人专门负责吐槽。装傻的成员表达出引子（对话的铺垫），之后完成装傻，吐槽成员对刚才的装傻进行吐槽，从而完成一个搞笑内容。不同于中国和欧美的搞笑表演，日本漫才中吐槽的作用至关重要。有一些新型漫才改变了传统的结构，比如双装傻漫才、双吐槽漫才、不吐槽漫才等。但其本质的结构依旧是装傻和吐槽的交替进行。

## 漫才的主要类型
- 说话式漫才：主要靠语言的内容进行搞笑，代表组合有Knights（日语：ナイツ (お笑いコンビ)）等。
- 短剧式漫才：导入短剧的设定（在表演中预设一个场景，如街头调查），在场景的设定下完成搞笑，往往此类漫才师也可以兼任短剧师，代表组合有三明治人等。
- 节奏类漫才：采用音乐、节奏等手段进行搞笑，代表组合有Tetsu and Tomo、东方收音机等。

## 漫才比赛
日本有诸多的漫才大奖赛，最有名的是每年一度的M-1大赛，另外曾经存在THE MANZAI等全国性大赛。关西地区有ABC大赛等地方大赛。在这些比赛中获胜往往意味着可以得到更多出演电视节目的机会。

## 关联項目
- 落语
- 相声
- 吐槽

## 相关研究
对于漫才的研究，有金水敏、安部达雄等学者发表了相关的论文。